# The Natural History and Antiquities of Selborne
Il The Natural History and Antiquities of Selborne è un testo di Gilbert White, naturalista e ornitologo inglese e pubblicato per la prima volta nel 1789. Da allora è stato continuamente ristampato, fino a raggiungere quasi 300 edizioni, l'ultima nel 2007.
Il libro fu pubblicato verso la fine della vita di White, ed è composto da tre parti.  La prima è una serie di lettere ad altri naturalisti dell'epoca, come Thomas Pennant e Daines Barrington. La seconda (a partire dalla seconda edizione) è un "calendario del naturalista" che mette a sistema le osservazioni fatte da White e William Markwick sulla fenologia, ossia sui periodi di apparizione delle diverse specie animali e vegetali durante l'anno. La terza parte è formata da osservazioni di storia naturale, organizzate per specie e gruppi in modo più o meno sistematico.
Un secondo volume, ristampato meno spesso, parla specificatamente di Selborne.